# Маккенна, Теренс Кемп
Теренс Кемп Маккенна (англ. Terence Kemp McKenna) (16 ноября 1946—3 апреля 2000) — американский автор, философ, этноботаник, мистик, психонавт, преподаватель и сторонник ответственного использования встречающихся в природе психоделических растений, а также, по собственным словам, анархист и скептик. Он говорил и писал на различные темы, такие как психоделики, растительные энтеогены, шаманизм, метафизика, алхимия, язык, философия, культура, технология, энвайронментализм, происхождение человеческого сознания.

## Биография

### Ранние годы
Теренс Кемп Маккенна родился в городке Паония, штат Колорадо, США.
В детстве от своего дяди получил знания об основах геологии, занимаясь в качестве хобби поисками останков ископаемых животных в оврагах и балках недалеко от дома.
Из-за плохого зрения и слабого здоровья большую часть детства провел в одиночестве. Он заинтересовался психологией, прочитав книгу Карла Юнга «Психология и алхимия» (en:Psychology and Alchemy) в возрасте 10-ти лет. В возрасте 16-ти лет переехал в Лос-Альтос, Калифорния и поступил в старшую школу. Жил у друзей семьи, так как его родители желали дать ему преимущества образования в высоко котируемых калифорнийских государственных школах.
В это время Маккенна впервые узнал о психоделиках, прочтя книгу «Двери восприятия» Олдоса Хаксли и публикации в газете «The Village Voice». Один из его первых психоделических опытов был связан с приёмом семян вьюнка-ипомеи «Утреннее сияние», содержащих эргин, родственный ЛСД.
В 1964 году обстоятельства сложились так, что Маккенна был вынужден переехать в Ланкастер, Калифорния, где в 1965 году он закончил старшую школу «Antelope Valley».
В 1965 году Маккенна поступил в Калифорнийский университет в Беркли, в связи с чем летом 1965 года переехал в Сан-Франциско. В этом же году он впервые курил марихуану, которой угостил его Барри Мелтон (en:Barry Melton), чуть позже — употреблял ЛСД.
Как первокурсник, Маккенна принял участие в двухлетней программе обучения в проекте «Tussman Experimental College».
В 1969 году получил степень бакалавра в области экологии и охраны природы.

### Взрослые годы
После окончания колледжа несколько лет Маккенна преподавал английский язык в Японии, путешествовал по Индии и Южной Азии, занимаясь контрабандой гашиша и сбором бабочек для компаний, поставляющих биологические товары.
После смерти матери в 1971 году вместе с братом Деннисом и тремя приятелями совершил путешествие по Колумбийской Амазонии в поисках психоделиков растительного происхождения. В Ла-Чоррера по настоянию брата разрешил проводить на себе психоделические эксперименты с грибами, содержащими псилоцибин. После этих опытов начал пропаганду растительных галлюциногенов, став популярной фигурой андеграунда. Вместе с братом написал книгу-руководство по выращиванию галлюциногенных грибов (Magic Mushroom Grower’s Guide), ставшую бестселлером.
На протяжении большей части 70-х годов Маккенна жил за городом на средства от продажи книги Magic Mushroom Grower’s Guide, а также грибов, содержащих псилоцибин. Опасаясь преследований со стороны властей (некоторое время его разыскивал Интерпол за торговлю наркотиками), свернул эту деятельность.

### Смерть
В последние годы жизни работал директором заповедника на Гавайских островах, занимаясь сбором, сохранением, изучением, пропагандой и распространением лекарственных и шаманских растений. Умер от опухоли головного мозга.

### Личный архив и библиотека
7 февраля 2007 года библиотека Маккенны и его личный архив были утеряны в результате пожара, произошедшего в офисе института Эсален (Биг-Сур, Калифорния), в котором и хранилась коллекция. Библиотечно-архивный каталог, поддерживаемый братом Маккенны, Деннисом, частично сохранился.

## Философия

### Психоделики
Теренс Маккенна выступал за исследование измененных состояний сознания человека посредством приема природных психоделических веществ, например, и, в частности, приемом высоких доз психоделических грибов , аяуаска и ДМТ, который, по его мнению, был апофеозом его психоделического опыта. Маккенна был менее увлечен синтетическими наркотиками, заявляя: «Я думаю, что наркотики должны происходить из естественного мира и быть проверенными на использование в культурах, ориентированных на шаманизм … нельзя предсказать долгосрочные эффекты препарата, произведенного в лаборатории». Маккенна всегда подчеркивал ответственное использование психоделических растений, говоря: «Экспериментаторы должны быть очень осторожными. Нужно накапливать опыт. Это причудливые изменения необычайной силы и красоты. Не существует определенного правила, чтобы избежать ошеломляющих эффектов, но двигаться нужно осторожно, и всегда пытаться сопоставить события обратно в ретроспективе истории человечества, философских и религиозных достижений культуры. Все психоделические растения являются потенциально опасными, и все растения, которые употребляются в допустимых дозах сопряжены с риском. Библиотека — это первое место, которое нужно посетить прежде чем приступать к приему нового соединения». Маккенна также рекомендовал и часто говорил о приеме так называемых «героических доз», которые он определил. как пять граммов сушеных грибов псилоцибина, принятых в одиночку, натощак, в безмолвной темноте и с закрытыми глазами. Маккенна полагал, что при таком подходе можно ожидать глубокого дальновидного опыта, только когда становишься «убитым» силой грибов, послание становится ясным.
Хотя Маккенна избегал отдавать предпочтения какой-либо одной интерпретации (которая являлась частью его отказа от единобожия), он был сторонником идеи употребления психоделиков как «трансцендентного путешествия». Он предположил, что употребление ДМТ отправляло его в «параллельное измерение», и что психоделики буквально позволяют человеку столкнуться с «сущностями более высокого измерения», или с тем, что можно охарактеризовать как «предки или духи Земли», в случае, если вы можете доверять своему собственному восприятию, кажется, вы соприкасаетесь с «экосистемой душ». Маккенна также выдвинул идею о том, что психоделики открывают «двери в разум Геи», предполагая, что «планета, обладая своего рода интеллектом, может фактически открыть канал связи с отдельным человеком» и что психоделические растения могут быть посредниками в этом общении.
В более радикальной версии гипотезы биофизика Фрэнсиса Крика о направленной панспермии, Маккенна размышлял над идеей, что грибы псилоцибина могут быть разновидностью высокого интеллекта, которые, возможно, попали на нашу планету в виде спор, мигрирующих в космосе в целях которых, в том числе, установление симбиотических отношений с людьми.

Маккенна был против христианства и большинства форм организованной религии или форм духовного пробуждения, основанных на помощи гуру, отдавая предпочтение шаманизму, который, по его мнению, был самой широкой доступной духовной парадигмой, утверждая: 
Я думаю, что в доисторическом мире вся религия была эмпирической, и она основывалась на стремлении к экстазу через растения. И в какой-то момент, очень рано, люди оказались между обыденным и непосредственным опытом «другого». Это создало духовные иерархии, священства, богословские системы, касты, ритуалы, табу. С другой стороны, шаманизм — это опытная наука, которая имеет дело с областью, о которой мы ничего не знаем. Важно помнить, что наши эпистемологические инструменты на Западе развивались очень неравномерно. Мы знаем огромное количество сведений о том, что происходит в сердце атома, но мы абсолютно ничего не знаем о природе нашего ума.
В философском или религиозном отношении Маккенна выражал восхищение Маршаллом Маклюэном, Альфредом Нортом Уайтхедом, Пьером Тейяром де Шарденом, Карлом Юнгом, Платоном, гностическим христианством и алхимией, в то же время считая греческого философа Гераклита своим любимым философом. Маккенна также восхищался творчеством писателей, особенно Олдоса Хаксли, Джеймса Джойса, чью книгу «Поминки по Финнегану» он назвал «наиболее существенным произведением искусства или, по крайней мере, произведением литературы 20-го века», писателя-фантаста Филипа К. Дика, которого он охарактеризовал как «невероятного гения», сказочника Хорхе Луиса Борхеса и Владимира Набокова; Маккенна однажды сказал, что он стал бы учеником Набокова, в случае, если бы он никогда не столкнулся с психоделиками.
В последние годы своей жизни и карьеры Маккенна очень увлекся теоретической сферой технологий. Он был одним из ранних сторонников технологической сингулярности и в своем последнем зарегистрированном публичном выступлении «Психоделики в век интеллектуальных машин» он обозначил связи между психоделиками, вычислительными технологиями и людьми. Он также влюбился в Интернет, назвав его «рождением глобального разума», полагая, что это место, где может процветать психоделическая культура.

### «Обдолбанная обезьяна», теория эволюции человека
В своей книге «Пища богов» Маккенна предположил, что превращение ранних предков человека Homo erectus в вид Homo sapiens главным образом связано с добавлением в его рацион гриба Psilocybe cubensis. Событие согласно его теории произошло примерно не позднее 100 000 г. до н. э. (то есть, когда вид отклонился от рода Homo). Маккенна основывал свою теорию на ключевых эффектах или предполагаемых эффектах, вызванных приемом грибов, опираясь на исследования Роланда Фишера (конец 1960-х до начала 1970-х гг.).
Маккенна утверждал, что из-за опустынивания африканского континента в то время, человеческие предшественники были вынуждены передвигаться в поисках новых источников пищи. Он полагал, что предки следовали за большими стадами дикого рогатого скота, чей навоз укрывал насекомых, которые, предположительно, стали частью их новой диеты, что в свою очередь, стало причиной употребления в пищу Psilocybe cubensis — гриба, произрастающего в навозе.
Гипотеза Маккенны заключалась в том, что небольшие дозы псилоцибина улучшают остроту зрения, в частности, периферийное зрение, а это означает, что присутствие псилоцибина в рационе приматов ранней вьючной охоты делало людей, которые потребляли грибы псилоцибина, лучшими охотниками, чем те, кто этого не делал, в результате увеличивалось продовольствие, а отсюда и более высокий уровень репродуктивного успеха у тех, кто употреблял псилоцибин. Затем, в чуть более высоких дозах, утверждал Маккенна, гриб вызывает рост либидо, приводя к более высокому уровню внимания, большей энергии в организме и потенциальной эрекции у мужчин, делая биологический вид еще более полезным для эволюции, так как это привело бы к большему количеству потомства. При еще более высоких дозах, по предположению Маккенны, гриб действовал так, чтобы «разрушить границы», способствуя сближению сообщества и групповой сексуальной активности. Следовательно, было смешивание генов, большее генетическое разнообразие и общее чувство ответственности за групповое потомство. При этих более высоких дозах, по предположению Маккенны, псилоцибин вызвал активность в «языкообразующей области мозга», проявляясь как музыка и видения, таким образом катализируя появление языка у ранних гоминидов, расширяя «их древовидную эволюцию сигнальных рецепторов». Маккенна также указал на то, что псилоцибин разрушил явное эго в пользу «религиозных интересов вставшими на передний край сознания племени, просто из-за силы воздействия и странности самого опыта».
Поэтому, по словам Маккенна, доступ к грибам и их употребление в пищу было эволюционным преимуществом для всеядных предков людей, которые занимались собирательством и охотой, а также значительно оказало влияние для религиозного импульса, повлиявшего на всю историю человечества. Маккенна полагал, что грибы псилоцибина были «эволюционным катализатором», с помощью которого возникли язык, проективное воображение, искусство, религия, философия, наука и вся человеческая культура.
Гипотеза Маккенны о влиянии грибов псилоцибина на эволюцию человека известна как Теория упоротой обезьяны.
Теория Маккенны об «упоротых обезьянах» не получила внимания со стороны научного сообщества и была подвергнута критике за отсутствие каких-либо явных палеоантропологических данных, подтверждающих такую трактовку понимания происхождения человека. Его идеи относительно псилоцибина и повышения остроты зрения были подвергнуты критике, опирающейся на том, что Маккенна исказил труд Фишера, который опубликовал исследования о зрительном восприятии с точки зрения различных конкретных параметров, а не исключительно остроты зрения. Критика также выразилась в том, что в исследованиях приема псилоцибина индуцируется трансформация зрительного восприятия; в итоге, Фишер заявил, что псилоцибин по этому параметру никак «не может способствовать выживанию организма». Также не хватает научных доказательств того, что псилоцибин усиливает сексуальное возбуждение, и даже если это так, отсюда не следует, что псилоцибин обязательно влияет на эволюционное преимущество. Другие критики указывали на цивилизации, такие как ацтеки, которые использовали психоделические грибы (по крайней мере, среди класса жрецов), но это никак не соответствовало теории Маккенны о том, как гуманистично ведут себя психоделические культуры, например, на практике совершающие человеческие жертвы. Хотя было отмечено, что использование псилоцибина цивилизацией ацтеков далеко от того типа употребления психоделиков, о котором говорил Маккенна, на практике существуют также примеры амазонских племен, таких как дживаро и яномами, которые церемониально используют аяхуаску и впоследствии, как известно, совершают крайне жестокие ритуальные действия. Эти примеры указывают на то, что использование психоделических растений не обязательно подавляет эго и создают гармоничные сообщества.

### Теория новизны и Timewave Zero
Маккене удалось обнаружить то, что ускользнуло от внимания других исследователей И-цзин. Изучая порядок Вэнь Вана, он решил исследовать, сколько черт изменяется при переходе от каждой предыдущей гексаграммы к каждой следующей. Теренс Маккена заметил, что количество всех чётных чисел равно 48, а всех нечётных — 16 (всего 64 числа). Поэтому их отношение равно 16/48 = 1/3.
Из своего открытия Теренс Маккена сделал очень далеко идущие выводы. Утверждая, что такое отношение получилось неслучайно, он разработал программный пакет англ. Terence_McKenna#Novelty_theory на основе фрактальной геометрии (и, конечно, на основе своего открытия) и с помощью своей программы сделал несколько предсказаний, в том числе «предсказал» конец света в 2012 году.
Впрочем, математики склоняются к мнению, что формула Маккены носит скорее нумерологический, чем математический характер. Иными словами, Маккена брал свои предсказания из других источников, в частности, из календаря Майя, и подгонял под них свою «временную волну», подбирая необходимые параметры. В своем интервью Теренс Маккена утверждает, что гексаграммы И-цзин являются неделимыми элементами времени, элементами потока Дао, а сама Книга перемен является чем-то вроде периодической системы элементов времени. Открытие Теренса Маккены никогда не публиковалось в печати и существует только в электронном виде на его персональном сайте.

### Оригиналы, на английском языке
- 1975 — The Invisible Landscape: Mind, Hallucinogens, and the I Ching (в соавторстве с Деннисом Маккенна) (Seabury; 1-е изд.) ISBN 0-8164-9249-2.
- 1976 — The Invisible Landscape (в соавторстве с Деннисом Маккенна и Куинном Тейлором) (Scribner) ISBN 0-8264-0122-8
- 1976 — Psilocybin — Magic Mushroom Grower’s Guide (в соавторстве с Деннисом Маккенна: под псевдонимами OT Oss и ON Oeric соответственно) (2-е изд. 1986) (And/Or Press) ISBN 0-915904-13-6
- 1992 — Psilocybin — Magic Mushroom Grower’s Guide (в соавторстве с Деннисом Маккенна: под псевдонимами OT Oss и ON Oeric соответственно) (Quick American Publishing Company; исправленное изд.) ISBN 0-932551-06-8
- Теренс Маккенна. Возрождение архаичного = The Archaic Revival. — 1-е изд. — Сан-Франциско: Harper Collins Publishers, 1992. — ISBN 9780062506149.
- 1992 — Food of the Gods: The Search for the Original Tree of Knowledge — A Radical History of Plants, Drugs, and Human Evolution (Bantam) ISBN 0-553-37130-4
- 1992 — Synesthesia (в соавторстве с Тимоти Лири) (Granary Books; 1-е изд.) ISBN 1-887123-04-0
- 1992 — Trialogues at the Edge of the West: Chaos, Creativity, and the Resacralization of the World (в соавторстве с Ralph H. Abraham, Rupert Sheldrake и Jean Houston) (Bear & Company Publishing; 1-е изд.) ISBN 0-939680-97-1
- 1993 — True Hallucinations: Being an Account of the Author’s Extraordinary Adventures in the Devil’s Paradise (HarperSanFrancisco; 1-е изд.) ISBN 0-06-250545-9
- 1994 — The Invisible Landscape (HarperSanFrancisco; репринтное изд.) ISBN 0-06-250635-8
- 1998 — True Hallucinations & the Archaic Revival: Tales and Speculations About the Mysteries of the Psychedelic Experience (Fine Communications/MJF Books) (Hardbound) ISBN 1-56731-289-6
- 1998 — The Evolutionary Mind : Trialogues at the Edge of the Unthinkable (в соавторстве с Rupert Sheldrake и Ralph H. Abraham) (Trialogue Press; 1-е изд.) ISBN 0-942344-13-8
- 1999 — Food of the Gods: A Radical History of Plants, Drugs, and Human Evolution (Rider & Co; исправленное и дополненное изд.) ISBN 0-7126-7038-6
- 1999 — Robert Venosa: Illuminatus (в соавторстве с Robert Venosa, Ernst Fuchs, H. R. Giger и Mati Klarwein) (Craftsman House) ISBN 90-5703-272-4
- 2001 — Chaos, Creativity, and Cosmic Consciousness (в соавторстве с Rupert Sheldrake и Ralph H. Abraham) (Park Street Press; исправленное изд. Trialogues at the Edge of the West) ISBN 0-89281-977-4
- 2005 — The Evolutionary Mind: Trialogues on Science, Spirit & Psychedelics (Monkfish Book Publishing; исправленное изд.) ISBN 0-9749359-7-2

### Переводы, на русском языке
- Пища Богов = Food of the Gods / пер. с англ. Р. К. Сергачева. — Москва : Издательство Трансперсонального Института, 1995.

## Аудиозаписи
- TechnoPagans at the End of History (аранжировка Mark Pesce, начиная с 1998 года)
- Psychedelics in the Age of Intelligent Machines (1999)
- Alien Dreamtime совместно со Spacetime Continuum & Stephen Kent (Magic Carpet Media) (CD, 1994)
- Conversations on the Edge of Magic (1994) (CD & аудиокассета) (en:Association for Consciousness Exploration)
- Rap-Dancing Into the Third Millennium (1994) (аудиокассета) (переиздано на CD как The Quintessential Hallucinogen) (en:Association for Consciousness Exploration)
- Packing For the Long Strange Trip (1994) (аудиокассета) (en:Association for Consciousness Exploration)
- Coast to Coast AM совместно с Art Bell, радиопередача 22 мая 1997 года, пяти-часовое интервью

## Дискография
- Re : Evolution совместно с The Shamen (1992)
- Alien Dreamtime совместно с Spacetime Continuum & Stephen Kent (Magic Carpet Media) (DVD)
- Terence McKenna with Zuvuya — Dream Matrix Telemetry ()
- 2009 — Cognition Factor (2009)

### Аудио- и видеоресурсы
- Audio and video archive на Deoxy.org
- Terence McKenna media archive  (недоступная ссылка с 13-05-2013 [4457 дней] — история) на EROCx1.com
- Terence McKenna Audio Archive — Лекции и выступления Теренса Маккенны
- FutureHi.net MP3 Downloads  (недоступная ссылка с 13-05-2013 [4457 дней] — история) — Теренс Маккенна, Альберт Хоффман, Роберт Антон Уилсон и др.
- Теренс Маккенна на Энтеоботаническом семинаре в Паленке (1999) (en:Palenque Entheobotany Seminars)
- Psychedelics in the Age of Intelligent Machines — Video samples from the 1999 DVD
- McKenna Video on FloatingWorldWeb Архивная копия от 18 января 2010 на Wayback Machine — McKenna Video Portal